# Backspacer
Albums de Pearl Jam
Pearl Jam
(2006) Lightning Bolt
(2013)
Backspacer est le neuvième album studio de Pearl Jam. Il est sorti le 20 septembre 2009.

## Historique
À sa sortie, ce disque s'est classé n°1 aux États-Unis (quatrième album de Pearl Jam à se classer n°1 au Billboard américain, place qu'aucun album de Pearl Jam n'avait atteinte depuis No Code en 1996), en Australie et au Canada et 9° au Royaume-Uni. Selon Virgin Megastore, en France, il serait arrivé à la 11e place[réf. nécessaire].
Outre sa durée relativement courte (environ 35 minutes), Backspacer marque un renouveau quant à sa composition ; en effet, le groupe qui avait mis longtemps à sortir les trois précédents albums a repris son ancienne méthode de composer « au feeling, sans se prendre la tête » (Eddie Vedder lors d'une interview pour Rock & Folk) et il en découle un son plus brut avec moins de solos de guitare mais néanmoins très efficace.
À cet album en succède un autre "Lightning Bolt", paru en octobre 2013.

## Liste des titres
| No  | Titre               | Auteur                                     | Durée |
| --- | ------------------- | ------------------------------------------ | ----- |
| 1.  | Gonna See My Friend | Eddie Vedder                               | 2:48  |
| 2.  | Got Some            | Jeff Ament                                 | 3:02  |
| 3.  | The Fixer           | Matt Cameron, Mike McCready, Stone Gossard | 2:57  |
| 4.  | Johnny Guitar       | Matt Cameron, Stone Gossard                | 2:50  |
| 5.  | Just Breathe        | Eddie Vedder                               | 3:35  |
| 6.  | Amongst the Waves   | Stone Gossard                              | 3:58  |
| 7.  | Unthought Known     | Eddie Vedder                               | 4:08  |
| 8.  | Supersonic          | Stone Gossard                              | 2:39  |
| 9.  | Speed of Sound      | Eddie Vedder                               | 3:33  |
| 10. | Force of Nature     | Mike McCready                              | 4:04  |
| 11. | The End             | Eddie Vedder                               | 2:57  |